# 首都圈电铁4号线
首都圈電鐵4號線（：／ Sudogwon jeoncheol 4 hoseon */?）是一條連結韓國首爾特別市與京畿道南楊州市、果川市、安養市、軍浦市、安山市及始興市等地的广域电铁路線，隸屬於首都圈電鐵系統。路線由榛接線、首爾地鐵4號線、果川線和安山線所組成，起自南楊州市榛接站、終至始興市乌耳岛站，全長85.7公里，沿線共設51個車站，由南楊州都市公社、首尔交通公社和韓國鐵道公社共同營運。路線顏色是眼淚藍 ，意味着「流下眼泪」。2024年1月10日起，此路線試行在早上尖峰通勤時間指定其中一輛車廂為無座位列車。

## 路線資料
- 路線距離：85.7公里
- 軌間距離：1,435mm（標準軌）
- 車站數目：51
- 複線區間：全線
- 電化區間：直流電1500V（首爾地鐵4號線、榛接線）、交流電25,000V（果川線、安山線）
- 閉塞方式：ATC（首爾地鐵4號線、榛接線、果川線）、ATS（安山線）
- 車輛基地：始兴车辆基地、仓洞车辆基地（即将搬迁）、榛接车辆基地（预计2025年，将取代仓洞车辆基地）

## 歷史
- 1980年2月29日：首爾地鐵4號線開工。
- 1985年4月20日：上溪站－三仙橋站區間通車。
- 1985年10月18日：三仙橋站－舍堂站區間通車。
- 1986年2月28日：安山線開工。
- 1989年10月25日：衿井站－安山站區間通車。
- 1993年1月15日：果川線衿井站－仁德院站區間通車。
- 1993年4月21日：堂岭站開通，首爾地鐵4號線全線通車。
- 1994年4月1日：舍堂站－仁德院站區間通車，首都圈電鐵4號線開通。
- 2000年7月28日：安山站－乌耳岛站區間通車。
- 2010年1月18日：開始運行急行列車。
- 2014年12月10日：榛接線開始動工。
- 2017年7月10日：急行列車延長停靠至烏耳島站。
- 2022年3月19日：榛接線（榛接站－堂嶺站區）間通車。（丰壤站暂缓开通）

## 路線

### 榛接線
榛接線是一條連結京畿道南楊州市與首爾特別市蘆原區的廣域鐵道，從榛接站到堂岭站，並與首爾地鐵4號線直通運行。

### 首爾地鐵4號線
首爾地鐵4號線是整條線的核心路段，全線位於首爾特別市內，自堂岭站到南泰岭站。

### 果川線
果川線是一條連結首爾特別市與京畿道果川市的廣域鐵道，從南泰岭站到衿井站，並分別與首爾地鐵4號線及安山線直通運行。

### 安山線
安山線是一條位於京畿道內的廣域鐵道，從軍浦市的衿井站到始興市的乌耳岛站，與果川線直通運行。

## 車站列表
- 「●」：急行列車停靠車站。
- 「│」：急行列車不停靠通過的車站。

| 路線          | 車站編號 | 中文站名                   | 韓文站名 | 英文站名                              | 急行                 | 接續路線                                                  | 接續路線                                                  | 接續路線                                                  | 站間距離 | 營業距離 | 所在地     | 所在地   |
| ------------- | -------- | -------------------------- | -------- | ------------------------------------- | -------------------- | --------------------------------------------------------- | --------------------------------------------------------- | --------------------------------------------------------- | -------- | -------- | ---------- | -------- |
| 榛接線        | 405      | 榛接                       |          |                                       | 急行列車停靠全部車站 |                                                           |                                                           |                                                           | -        | 0.0      | 京畿道     | 南楊州市 |
| 榛接線        | 406      | 梧南                       |          |                                       | 急行列車停靠全部車站 |                                                           |                                                           |                                                           | 2.1      | 2.1      | 京畿道     | 南楊州市 |
| 榛接線        | 408      | 別內星江                   |          |                                       | 急行列車停靠全部車站 |                                                           |                                                           |                                                           | 7.7      | 9.8      | 京畿道     | 南楊州市 |
| 首爾地鐵4號線 | 409      | 佛巖山                     |          |                                       | 急行列車停靠全部車站 |                                                           |                                                           |                                                           | 4.4      | 14.2     | 首爾特別市 | 蘆原區   |
| 首爾地鐵4號線 | 410      | 上溪                       |          |                                       | 急行列車停靠全部車站 |                                                           |                                                           |                                                           | 1.2      | 15.4     | 首爾特別市 | 蘆原區   |
| 首爾地鐵4號線 | 411      | 蘆原                       |          |                                       | 急行列車停靠全部車站 | ●首爾地鐵7號線                                            | ●首爾地鐵7號線                                            | ●首爾地鐵7號線                                            | 1.0      | 16.4     | 首爾特別市 | 蘆原區   |
| 首爾地鐵4號線 | 412      | 倉洞                       |          |                                       | 急行列車停靠全部車站 | ●首都圈電鐵1號線                                          | ●首都圈電鐵1號線                                          | ●首都圈電鐵1號線                                          | 1.4      | 17.8     | 首爾特別市 | 道峰區   |
| 首爾地鐵4號線 | 413      | 雙門                       |          |                                       | 急行列車停靠全部車站 |                                                           |                                                           |                                                           | 1.3      | 19.1     | 首爾特別市 | 道峰區   |
| 首爾地鐵4號線 | 414      | 水踰 （江北區廳）          |          | （Gangbuk-gu Office）                 | 急行列車停靠全部車站 |                                                           |                                                           |                                                           | 1.5      | 20.6     | 首爾特別市 | 江北區   |
| 首爾地鐵4號線 | 415      | 彌阿 （首爾網路大學）      |          | （Seoul Cyber Univ.）                 | 急行列車停靠全部車站 |                                                           |                                                           |                                                           | 1.4      | 22.0     | 首爾特別市 | 江北區   |
| 首爾地鐵4號線 | 416      | 彌阿十字路口               |          |                                       | 急行列車停靠全部車站 |                                                           |                                                           |                                                           | 1.5      | 23.5     | 首爾特別市 | 江北區   |
| 首爾地鐵4號線 | 417      | 吉音                       |          |                                       | 急行列車停靠全部車站 |                                                           |                                                           |                                                           | 1.3      | 24.8     | 首爾特別市 | 城北區   |
| 首爾地鐵4號線 | 418      | 誠信女子大學 （敦岩）      |          | （Donam）                             | 急行列車停靠全部車站 | ●首爾輕電鐵牛耳新設線                                     | ●首爾輕電鐵牛耳新設線                                     | ●首爾輕電鐵牛耳新設線                                     | 1.4      | 26.2     | 首爾特別市 | 城北區   |
| 首爾地鐵4號線 | 419      | 漢城大學 （三仙橋）        |          | （Samseongyo）                        | 急行列車停靠全部車站 |                                                           |                                                           |                                                           | 1.0      | 27.2     | 首爾特別市 | 城北區   |
| 首爾地鐵4號線 | 420      | 惠化 （首爾大學醫院）      |          | （Seoul Nat'l Univ. Hospital）        | 急行列車停靠全部車站 |                                                           |                                                           |                                                           | 0.9      | 28.1     | 首爾特別市 | 鐘路區   |
| 首爾地鐵4號線 | 421      | 東大門                     |          |                                       | 急行列車停靠全部車站 | ●首都圈電鐵1號線                                          | ●首都圈電鐵1號線                                          | ●首都圈電鐵1號線                                          | 1.5      | 29.6     | 首爾特別市 | 鐘路區   |
| 首爾地鐵4號線 | 422      | 東大門歷史文化公園 （DDP） |          |                                       | 急行列車停靠全部車站 | ●首爾地鐵2號線 ●首都圈電鐵5號線                           | ●首爾地鐵2號線 ●首都圈電鐵5號線                           | ●首爾地鐵2號線 ●首都圈電鐵5號線                           | 0.7      | 30.3     | 首爾特別市 | 中區     |
| 首爾地鐵4號線 | 423      | 忠武路                     |          |                                       | 急行列車停靠全部車站 | ●首都圈電鐵3號線                                          | ●首都圈電鐵3號線                                          | ●首都圈電鐵3號線                                          | 1.3      | 31.6     | 首爾特別市 | 中區     |
| 首爾地鐵4號線 | 424      | 明洞 （友利金融城）        |          | （Woori Financial Town）              | 急行列車停靠全部車站 |                                                           |                                                           |                                                           | 0.7      | 32.3     | 首爾特別市 | 中區     |
| 首爾地鐵4號線 | 425      | 會賢 （南大門市場）        |          | （Namdaemun Market）                  | 急行列車停靠全部車站 |                                                           |                                                           |                                                           | 0.7      | 33.0     | 首爾特別市 | 中區     |
| 首爾地鐵4號線 | 426      | 首爾站                     |          |                                       | 急行列車停靠全部車站 | ●首都圈電鐵1號線 ●仁川國際機場鐵道 ●首都圈電鐵京義·中央線 | ●首都圈電鐵1號線 ●仁川國際機場鐵道 ●首都圈電鐵京義·中央線 | ●首都圈電鐵1號線 ●仁川國際機場鐵道 ●首都圈電鐵京義·中央線 | 0.9      | 33.9     | 首爾特別市 | 龍山區   |
| 首爾地鐵4號線 | 427      | 淑明女子大學 （葛月）      |          | （Garwol）                            | 急行列車停靠全部車站 |                                                           |                                                           |                                                           | 1.0      | 34.9     | 首爾特別市 | 龍山區   |
| 首爾地鐵4號線 | 428      | 三角地                     |          |                                       | 急行列車停靠全部車站 | ●首尔地铁6号线                                            | ●首尔地铁6号线                                            | ●首尔地铁6号线                                            | 1.2      | 36.1     | 首爾特別市 | 龍山區   |
| 首爾地鐵4號線 | 429      | 新龍山 （愛茉莉太平洋）    |          | （AMOREPACIFIC）                      | 急行列車停靠全部車站 |                                                           |                                                           |                                                           | 0.7      | 36.8     | 首爾特別市 | 龍山區   |
| 首爾地鐵4號線 | 430      | 二村 （國立中央博物館）    |          | （National Museum of Korea）          | 急行列車停靠全部車站 | ●首都圈電鐵京義·中央線                                    | ●首都圈電鐵京義·中央線                                    | ●首都圈電鐵京義·中央線                                    | 1.3      | 38.1     | 首爾特別市 | 龍山區   |
| 首爾地鐵4號線 | 431      | 銅雀 （顯忠院）            |          | （Seoul National Cemetery）           | 急行列車停靠全部車站 | ●首爾地鐵9號線                                            | ●首爾地鐵9號線                                            | ●首爾地鐵9號線                                            | 2.7      | 40.8     | 首爾特別市 | 銅雀區   |
| 首爾地鐵4號線 | 432      | 總神大學 （梨水）          |          | （Isu）                               | 急行列車停靠全部車站 | ●首爾地鐵7號線                                            | ●首爾地鐵7號線                                            | ●首爾地鐵7號線                                            | 1.8      | 42.6     | 首爾特別市 | 銅雀區   |
| 首爾地鐵4號線 | 433      | 舍堂 （大肛醫院）          |          | （Daehang Hospital）                  | 急行列車停靠全部車站 | ●首爾地鐵2號線                                            | ●首爾地鐵2號線                                            | ●首爾地鐵2號線                                            | 1.1      | 43.7     | 首爾特別市 | 銅雀區   |
| 首爾地鐵4號線 | 434      | 南泰嶺                     |          |                                       | 急行列車停靠全部車站 |                                                           |                                                           |                                                           | 1.6      | 45.3     | 首爾特別市 | 瑞草區   |
| 果川線        | 435      | 立岩                       |          |                                       | 急行列車停靠全部車站 |                                                           |                                                           |                                                           | 2.0      | 47.3     | 京畿道     | 果川市   |
| 果川線        | 436      | 賽馬公園                   |          |                                       | 急行列車停靠全部車站 |                                                           |                                                           |                                                           | 1.0      | 48.3     | 京畿道     | 果川市   |
| 果川線        | 437      | 首爾大公園 （首爾樂園）    |          |                                       | 急行列車停靠全部車站 |                                                           |                                                           |                                                           | 0.9      | 49.2     | 京畿道     | 果川市   |
| 果川線        | 438      | 果川                       |          |                                       | 急行列車停靠全部車站 |                                                           |                                                           |                                                           | 1.0      | 50.2     | 京畿道     | 果川市   |
| 果川線        | 439      | 政府果川廳舍               |          |                                       | 急行列車停靠全部車站 |                                                           |                                                           |                                                           | 1.0      | 51.2     | 京畿道     | 果川市   |
| 果川線        | 440      | 仁德院                     |          |                                       | 急行列車停靠全部車站 |                                                           |                                                           |                                                           | 3.0      | 54.2     | 京畿道     | 安養市   |
| 果川線        | 441      | 坪村 （翰林大學聖心醫院）  |          | （Hallym Univ.Sacred Heart Hospital） | 急行列車停靠全部車站 |                                                           |                                                           |                                                           | 1.6      | 55.8     | 京畿道     | 安養市   |
| 果川線        | 442      | 凡溪                       |          |                                       | 急行列車停靠全部車站 |                                                           |                                                           |                                                           | 1.3      | 57.1     | 京畿道     | 安養市   |
| 果川線        | 443      | 衿井                       |          |                                       | 急行列車停靠全部車站 | ●首都圈電鐵1號線                                          | ●首都圈電鐵1號線                                          | ●首都圈電鐵1號線                                          | 2.6      | 59.7     | 京畿道     | 軍浦市   |
| 安山線        | 444      | 山本                       |          |                                       | 急行列車停靠全部車站 |                                                           |                                                           |                                                           | 2.3      | 62.0     | 京畿道     | 軍浦市   |
| 安山線        | 445      | 修理山                     |          |                                       | ｜                   |                                                           |                                                           |                                                           | 1.1      | 63.1     | 京畿道     | 軍浦市   |
| 安山線        | 446      | 大夜味                     |          |                                       | ｜                   |                                                           |                                                           |                                                           | 2.6      | 65.7     | 京畿道     | 軍浦市   |
| 安山線        | 447      | 半月                       |          |                                       | ｜                   |                                                           |                                                           |                                                           | 2.0      | 67.7     | 京畿道     | 安山市   |
| 安山線        | 448      | 常綠樹 （安山大學）        |          |                                       | ●                    |                                                           |                                                           |                                                           | 3.7      | 71.4     | 京畿道     | 安山市   |
| 安山線        | 449      | 漢陽大學 （安山）          |          |                                       | ｜                   |                                                           | 水仁·盆唐線 共線區間                                      |                                                           | 1.5      | 72.9     | 京畿道     | 安山市   |
| 安山線        | 450      | 中央 （首爾藝術大學）      |          |                                       | ●                    |                                                           | 水仁·盆唐線 共線區間                                      | 1.6                                                       | 74.5     |          | 京畿道     | 安山市   |
| 安山線        | 451      | 古栈 （高大安山醫院）      |          |                                       | ｜                   |                                                           | 水仁·盆唐線 共線區間                                      | 1.4                                                       | 75.9     |          | 京畿道     | 安山市   |
| 安山線        | 452      | 草芝 （新安山大學）        |          |                                       | ●                    | ●首都圈電鐵西海線                                         | 水仁·盆唐線 共線區間                                      | 1.5                                                       | 77.4     |          | 京畿道     | 安山市   |
| 安山線        | 453      | 安山                       |          |                                       | ●                    |                                                           | 水仁·盆唐線 共線區間                                      | 1.8                                                       | 79.2     |          | 京畿道     | 安山市   |
| 安山線        | 454      | 新吉溫泉                   |          |                                       | ｜                   |                                                           | 水仁·盆唐線 共線區間                                      | 2.2                                                       | 81.4     |          | 京畿道     | 安山市   |
| 安山線        | 455      | 正往 （韓國產業技術大學）  |          |                                       | ●                    |                                                           | 水仁·盆唐線 共線區間                                      | 2.9                                                       | 84.3     | 始興市   | 京畿道     |          |
| 安山線        | 456      | 烏耳島                     |          |                                       | ●                    |                                                           | 水仁·盆唐線 共線區間                                      | 1.4                                                       | 85.7     | 始興市   | 京畿道     |          |

## 已废止运行模式
- 安山－京釜運行系統：原先隸屬於首都圈電鐵1號線，由安山線直通運行京釜線，於2003年5月1日廢止。

## 换乘站

### 已投入使用
- 芦原站：换乘7号线。4号线为高架车站，且距离7号线地下车站较远，为天地长通道换乘。
- 倉洞站：换乘1号线。4号线建设时同步迁移了1号线站台，为共用大堂换乘。
- 誠信女子大學站：换乘轻轨牛耳新设线。4号线建设时未作预留，但是轻轨建设时对车站进行了扩建，实现了换乘层节点换乘。
- 東大門站：换乘1号线。受到东大门保护影响，1号线和4号线需要分开设置，为大堂通道换乘。
- 東大門歷史文化公園站：换乘2号线时需要通过正确的站台节点楼梯上行至2号线对应方向的站台，换乘5号线时需要返回缓冲层经通道换乘。
- 忠武路站：换乘3号线。3号线和4号线同时建设，同时开通，为站台节点换乘，也可以就近经大堂换乘。
- 首爾站：换乘1号线，机场铁路一般列车均需经（不同的）大堂通道换乘，换乘京义线，机场铁路直达列车需要出闸，也可以出站后上行进入铁路首尔站换乘KTX和其他列车。
- 三角地站：换乘6号线。4号线建设时未作预留，但6号线换乘通道可直达4号线站台。
- 二村站：换乘京义中央线，需要经大堂通道换乘。
- 銅雀站：换乘9号线。4号线为高架车站，且距离9号线地下车站较远，为天地长通道换乘。
- 總神大學站：换乘7号线。4号线建设时未作预留，但7号线换乘通道可直达4号线站台。
- 舍堂站：换乘2号线。2号线和4号线同步设计，为换乘层节点换乘。
- 衿井站：换乘1号线时，需要根据乘车方向，两线市区方向跨月台换乘，郊区方向跨月台换乘
- 草芝站：换乘西海线。4号线/水仁盆唐线为高架车站，而西海线为地下车站，为天地通道换乘。

此外，汉阳大学安山校区-乌耳岛区间和水仁盆唐线共线运行，除汉阳大学安山校区，乌耳岛两站为跨月台换乘以外，其他车站换乘时则下车后直接原处等候后续列车。

### 将会成为换乘站的车站
- 丰壤站：换乘9号线。正在建设中的4号线车站将位于地上4层，而9号线车站预计位于地下3层，预计为天地通道换乘。
- 别内星江站：换乘8號線。該站8号线主体结构已随4号线一同施工完成，预计为站台节点换乘。
- 上溪站：换乘轻轨东部线。4号线建设时未作预留，且为高架车站，预计为天地长通道换乘。
- 弥阿十字路口站：换乘轻轨东部线。4号线建设时未作预留，且距离东部线车站很远，预计为长通道换乘。
- 新龙山站：新盆唐线完工后，該站将可以通过新盆唐线车站前往龙山站换乘1号线，京义中央线，KTX和其他列车。此外，预定在龙山加站的首都圈广域急行铁路B线也可能成为联络两站的一条通道。
- 政府果川廳舍站：首都圈廣域急行鐵路C線。4号线建设时未作预留，换乘方式未知。
- 仁德院站：换乘京江線、東灘仁德院線及首都圈廣域急行鐵路C線。4号线建设时未作预留，换乘方式未知。
- 常綠樹站：轉乘首都圈廣域急行鐵路C線。4号线建设时未作预留，换乘方式未知。
- 中央站：换乘新安山线。4号线建设时未作预留，换乘方式未知。

### 将会扩建的换乘站
- 倉洞站/衿井站：换乘首都圈广域急行铁路C线。急行铁路为远期线路，4号线未作预留。
- 首爾站：换乘GTX-A。急行铁路车站位于1号线和4号线中间，目前已占用来往两线的换乘通道的一部分进行施工（对此换乘通道拓宽以保证乘客换乘不受影响）。
- 草芝站：换乘新安山线。新安山线预计和西海线贯通运营，预计会驶入該站的西海线站台。

## 使用车辆
- 首尔交通公社4000系电力动车组
- 韩国铁道公社341000系电力动车组（只限烏耳島-堂嶺路段）